# Mistrovství Evropy v baseballu 2010
Mistrovství Evropy v baseballu 2010 bylo v pořadí 31. evropským šampionátem v baseballu. Konalo se v dnech 22. července až 1. srpna 2010 v německých městech Heidenheim an der Brenz, Neuenburg am Rhein a Stuttgart. Titul z předchozího šampionátu obhajovala reprezentace Nizozemska, což se jí nepodařilo, když ve finálovém utkání podlehla Itálii. Nejužitečnějším hráčem turnaje byl vyhlášen Ital Giuseppe Mazzanti. Šampionát byl současně kvalifikací na mistrovství světa 2011, kam postoupily první čtyři týmy.

## Kvalifikace
Na mistrovství se automaticky kvalifikovalo prvních sedm týmů z předchozího mistrovství Evropy a vítězové pěti kvalifikačních turnajů - Belgie, Česko, Chorvatsko, Ukrajina a Řecko. Česko vyhrálo kvalifikační skupinu, v níž porazilo reprezentace Slovinska (3:2 a 8:0 ve finále), Polska (12:1), Běloruska (10:0) a Lotyšska (22:2)

## Základní část

### Skupina A
| Pořadí |            | V | P | R+ | R- | B     |
| 1.     | Nizozemsko | 5 | 0 | 42 | 03 | 1.000 |
| 2.     | Německo    | 4 | 1 | 34 | 18 | 0.800 |
| 3.     | Francie    | 3 | 2 | 33 | 25 | 0.600 |
| 4.     | Česko      | 2 | 3 | 25 | 21 | 0.400 |
| 5.     | Belgie     | 1 | 4 | 16 | 36 | 0.200 |
| 6.     | Ukrajina   | 0 | 5 | 05 | 52 | 0.000 |

| Datum             | Čas   | Utkání     | Utkání | Utkání     | Výsledek | Místo      |
| ----------------- | ----- | ---------- | ------ | ---------- | -------- | ---------- |
| 27. července 2010 | 10.30 | Francie    | -      | Belgie     | 8:2      | Stuttgart  |
| 26. července 2010 | 10.30 | Česko      | -      | Nizozemsko | 1:7      | Heidenheim |
| 23. července 2010 | 19.00 | Ukrajina   | -      | Německo    | 0:10     | Stuttgart  |
| 24. července 2010 | 13.00 | Belgie     | -      | Ukrajina   | 9:0      | Heidenheim |
| 24. července 2010 | 16.00 | Nizozemsko | -      | Francie    | 10:0     | Neuenburg  |
| 24. července 2010 | 19.00 | Německo    | -      | Česko      | 6:2      | Stuttgart  |
| 25. července 2010 | 18.00 | Nizozemsko | -      | Ukrajina   | 12:2     | Heidenheim |
| 25. července 2010 | 14.30 | Německo    | -      | Belgie     | 8:4      | Stuttgart  |
| 25. července 2010 | 15.00 | Francie    | -      | Česko      | 6:1      | Neuenburg  |
| 26. července 2010 | 14.30 | Česko      | -      | Belgie     | 10:1     | Heidenheim |
| 26. července 2010 | 17.00 | Francie    | -      | Ukrajina   | 10:2     | Neuenburg  |
| 28. července 2010 | 17.30 | Nizozemsko | -      | Německo    | 3:0      | Heidenheim |
| 27. července 2010 | 13.00 | Ukrajina   | -      | Česko      | 1:11     | Heidenheim |
| 27. července 2010 | 14.30 | Belgie     | -      | Nizozemsko | 0:10     | Stuttgart  |
| 27. července 2010 | 19.00 | Německo    | -      | Francie    | 10:9     | Stuttgart  |

### Skupina B
| Pořadí |                | V | P | R+ | R- | B     |
| 1.     | Itálie         | 4 | 1 | 49 | 08 | 0.800 |
| 2.     | Švédsko        | 3 | 2 | 34 | 33 | 0.600 |
| 3.     | Řecko          | 3 | 2 | 31 | 47 | 0.600 |
| 4.     | Velká Británie | 2 | 3 | 21 | 22 | 0.400 |
| 5.     | Španělsko      | 2 | 3 | 34 | 39 | 0.400 |
| 6.     | Chorvatsko     | 1 | 4 | 23 | 43 | 0.200 |

| Datum             | Čas   | Utkání         | Utkání | Utkání         | Výsledek | Místo      |
| ----------------- | ----- | -------------- | ------ | -------------- | -------- | ---------- |
| 23. července 2010 | 10.30 | Chorvatsko     | -      | Velká Británie | 1:10     | Stuttgart  |
| 23. července 2010 | 13.00 | Švédsko        | -      | Řecko          | 9:12     | Heidenheim |
| 23. července 2010 | 14.30 | Itálie         | -      | Španělsko      | 9:1      | Stuttgart  |
| 24. července 2010 | 10.30 | Španělsko      | -      | Chorvatsko     | 7:6      | Stuttgart  |
| 24. července 2010 | 14.30 | Velká Británie | -      | Švédsko        | 1:4      | Stuttgart  |
| 24. července 2010 | 18.00 | Řecko          | -      | Itálie         | 1:13     | Heidenheim |
| 25. července 2010 | 10.30 | Velká Británie | -      | Itálie         | 2:12     | Stuttgart  |
| 25. července 2010 | 13.00 | Švédsko        | -      | Chorvatsko     | 12:2     | Heidenheim |
| 25. července 2010 | 19.00 | Španělsko      | -      | Řecko          | 9:13     | Stuttgart  |
| 26. července 2010 | 10.30 | Velká Británie | -      | Španělsko      | 5:1      | Heidenheim |
| 28. července 2010 | 10:30 | Chorvatsko     | -      | Řecko          | 13:1     | Stuttgart  |
| 28. července 2010 | 14:30 | Švédsko        | -      | Itálie         | 3:2      | Stuttgart  |
| 27. července 2010 | 10.30 | Španělsko      | -      | Švédsko        | 16:6     | Stuttgart  |
| 27. července 2010 | 17.00 | Řecko          | -      | Velká Británie | 4:3      | Neuenburg  |
| 27. července 2010 | 18.00 | Itálie         | -      | Chorvatsko     | 13:1     | Heidenheim |

## Finálová část
Do další fáze postoupily tři nejlepší týmy z každé skupiny. Vzájemné výsledky ze základních skupin se započítávaly.
| Pořadí |            | V | P | R+ | R- | B     |
| 1.     | Itálie     | 4 | 1 |    |    | 0.800 |
| 2.     | Nizozemsko | 4 | 1 |    |    | 0.800 |
| 3.     | Německo    | 3 | 2 |    |    | 0.600 |
| 4.     | Řecko      | 2 | 3 |    |    | 0.400 |
| 5.     | Švédsko    | 2 | 3 |    |    | 0.400 |
| 6.     | Francie    | 0 | 5 |    |    | 0.000 |

| Datum             | Čas   | Utkání     | Utkání | Utkání     | Výsledek |
| ----------------- | ----- | ---------- | ------ | ---------- | -------- |
| 29. července 2010 | 19.00 | Německo    | -      | Řecko      | 17:8     |
| 30. července 2010 | 10.30 | Švédsko    | -      | Francie    | 3:2      |
| 30. července 2010 | 14.30 | Itálie     | -      | Francie    | 9:2      |
| 30. července 2010 | 14.30 | Řecko      | -      | Nizozemsko | 0:10     |
| 30. července 2010 | 18.00 | Nizozemsko | -      | Švédsko    | 15:0     |
| 30. července 2010 | 19.00 | Itálie     | -      | Německo    | 8:6      |
| 31. července 2010 | 17.00 | Německo    | -      | Švédsko    | 8:0      |
| 31. července 2010 | 17.00 | Francie    | -      | Řecko      | 5:14     |
| 31. července 2010 | 12.00 | Nizozemsko | -      | Itálie     | 3:11     |

## Finále
| Datum         | Čas   | Utkání | Utkání | Utkání     | Výsledek |
| ------------- | ----- | ------ | ------ | ---------- | -------- |
| 1. srpna 2010 | 14.00 | Itálie | -      | Nizozemsko | 8:4      |

## Souboj o konečné 7. místo
| Datum             | Čas   | Utkání | Utkání | Utkání         | Výsledek |
| ----------------- | ----- | ------ | ------ | -------------- | -------- |
| 30. července 2010 | 10.30 | Česko  | -      | Velká Británie | 8:4      |

Česká reprezentace si zajistila konečné sedmé místo a tím automatický postup na příští mistrovství Evropy v roce 2012.

## Konečné pořadí
| Umístění  | Tým                   |
| --------- | --------------------- |
| zlato     | Itálie                |
| stříbro   | Nizozemsko            |
| bronz     | Německo               |
| 4. místo  | Řecko                 |
| 5. místo  | Švédsko               |
| 6. místo  | Francie               |
| 7. místo  | Česko                 |
| 8. místo  | Velká Británie        |
| 9. místo  | Belgie a Španělsko    |
| 11. místo | Ukrajina a Chorvatsko |